# Sigillaria
La sigillaria (gen. Sigillaria) è una pianta estinta appartenente alle licofite. Visse tra il Carbonifero inferiore e il Permiano inferiore (345 – 260 milioni di anni fa), e i suoi resti fossilizzati sono stati ritrovati in particolare in Europa e in America settentrionale.

## Descrizione

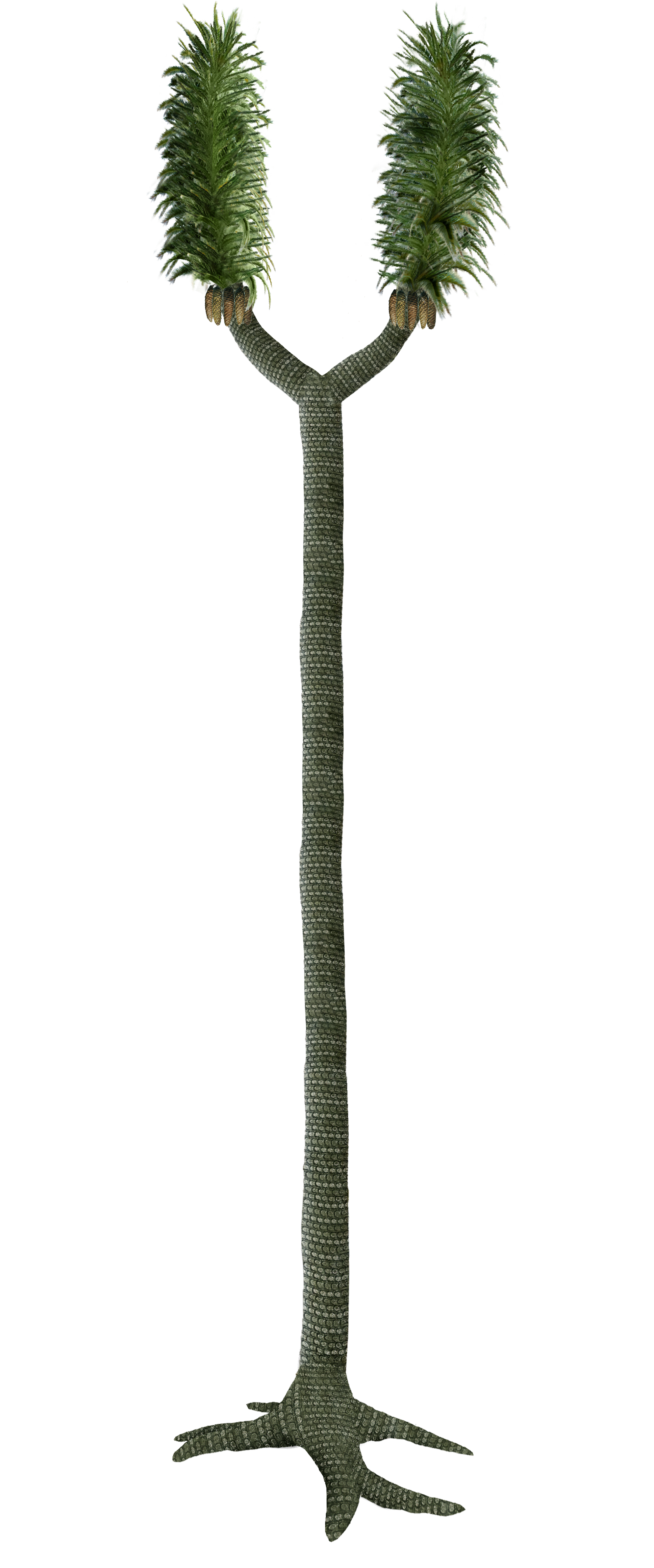
Riproduzione di Sigillaria

Questo grande albero primitivo aveva un aspetto decisamente caratteristico: il tronco snello, infatti, terminava in un apice costituito da pochi rami, in genere due, dalle fronde a forma di stilo. Un'altra caratteristica che distingue la sigillaria dalle altre lepidodendracee (come Lepidodendron) era la struttura delle cicatrici fogliari presenti sulla corteccia dopo che le foglie erano cadute. Alto oltre 20 metri (in alcuni casi anche 30), questo albero possedeva basi fogliari disposte elicoidalmente sul tronco ma allineate in senso verticale.
Le foglie erano più lunghe rispetto a quelle di Lepidodendron, e possedevano un aspetto lineare e lanceolato: la larghezza era di un solo centimetro circa, mentre la lunghezza poteva arrivare al metro. L'insolito aspetto della sigillaria era dovuto ai rami molto corti e alle lunghe foglie fittamente ravvicinate, che formavano grandi ciuffi situati al termine del tronco.

## Habitat
Insieme a Lepidodendron e Calamites, la sigillaria era una delle forme di alberi più importanti delle foreste del Carbonifero in ambienti caldo - umidi; in questo periodo, queste piante erano così abbondanti che numerosi giacimenti di carbon fossile sono costituiti quasi esclusivamente dai loro resti.

## Fossili

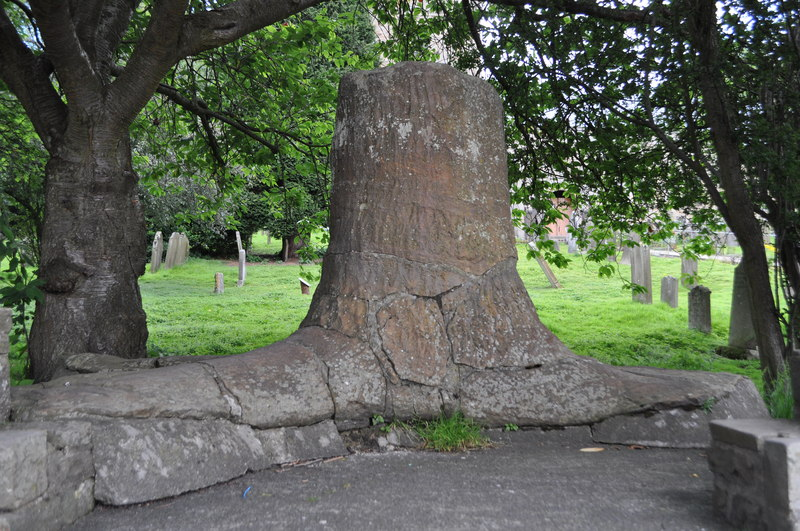
Resti di Sigillaria a Stanhope

Di Sigillaria sono conosciuti anche foglie isolate e fruttificazioni, in passato attribuiti a diversi generi, come anche gli apparati radicali isolati noti come Stigmaria. Questi rizomi erano di grandi dimensioni, e in molti casi avevano uno sviluppo quasi orizzontale e si allargavano per molti metri attorno alla pianta. In alcuni casi questi apparati radicali si sono conservati in situ, insieme alla base del tronco.